# Lycus minutus
Lycus minutus es una especie de escarabajo de alas de red perteneciente a la familia Lycidae. Lycus minutus es parte del género Lycus y de la familia de los escarabajos de alas rojas. Se encuentra distribuido en México, Estados Unidos. y algunos bosques de Europa.